# Station Rencheux
Station Rencheux is een voormalige spoorweghalte langs spoorlijn 42 in Rencheux, een gehucht van de gemeente Vielsalm.

## Aantal instappende reizigers
De grafiek en tabel geven het gemiddeld aantal instappende reizigers weer op een week-, zater- en zondag.
| Tabel: aantal instappende reizigers station Rencheux | Tabel: aantal instappende reizigers station Rencheux | Tabel: aantal instappende reizigers station Rencheux | Tabel: aantal instappende reizigers station Rencheux |
|                                                      | Weekdag                                              | Zaterdag                                             | Zondag                                               |
| ---------------------------------------------------- | ---------------------------------------------------- | ---------------------------------------------------- | ---------------------------------------------------- |
| 1977                                                 | 87                                                   | 16                                                   | 11                                                   |
| 1978                                                 | 89                                                   | 10                                                   | 4                                                    |
| 1979                                                 | 73                                                   | 23                                                   | 10                                                   |
| 1980                                                 | 60                                                   | 20                                                   | 17                                                   |
| 1981                                                 | 41                                                   | 14                                                   | 11                                                   |
| 1982                                                 | 54                                                   | 22                                                   | 30                                                   |
| 1983                                                 | 69                                                   | 11                                                   | 16                                                   |

0,0: Rivage ·
0,9: Liotte ·
5,7: Martinrive ·
8,2: Aywaille ·
11,4: Remouchamps ·
13,4: Nonceveux ·
17,0: Quarreux ·
19,0: Lorcé-Chevron ·
21,4: Stoumont ·
27,4: La Gleize ·
30,4: Roanne-Coo ·
32,6: Coo ·
34,8: Trois-Ponts ·
40,7: Grand-Halleux ·
45,7: Rencheux ·
46,7: Vielsalm ·
48,3: Salmchâteau ·
51,4: Cierreux ·
54,2: Bovigny ·
58,1: Gouvy